# Carolina Hurricanes
I Carolina Hurricanes sono una squadra di hockey su ghiaccio della National Hockey League con sede a Raleigh, nella Carolina del Nord negli Stati Uniti d'America.

## Storia
Si unirono all'NHL nel 1972 con il nome di New England Whalers, con sede a Boston, Massachusetts, per poi trasferirsi ad Hartford, Connecticut, nel 1979, e cambiare denominazione in Hartford Whalers. Nel 1997 cambiarono nuovamente sede, trasferendosi a Raleigh e rinominandosi Carolina Hurricanes. Hanno raggiunto due finali di Stanley Cup: la prima nel 2002, perdendo per 4-1 in serie con i Detroit Red Wings, la seconda nel 2006, stavolta vinta superando, in sette gare, gli Edmonton Oilers.